# Poison'd!
| Recensione | Giudizio |
| ---------- | -------- |
| AllMusic   |          |

Poison'd! è un album di cover del gruppo musicale statunitense Poison, pubblicato il 5 giugno 2007 dalla EMI.

## Il disco
Annunciato come nuovo album della band, questo è in realtà un disco composto interamente da cover, che rispolvera tracce dai precedenti album accanto ad altre registrate per l'occasione. Tra le cover che la band aveva già pubblicato in precedenza figurano We're an American Band dei Grand Funk Railroad, Your Mama Don't Dance di Loggins and Messina e Rock and Roll All Nite dei Kiss; tra le nuove invece What I Like About You dei Romantics, scelta come singolo di lancio. Non sono incluse Cover of the Rolling Stone dei Dr. Hook & The Medicine Show (da Crack a Smile...and More!) e la cover strumentale di God Save the Queen dei Sex Pistols (presente nell'edizione ventennale di Flesh & Blood). La versione venduta nei negozi Walmart contiene la traccia bonus SexyBack, originariamente eseguita da Justin Timberlake.
L'album debuttò al trentaduesimo posto della Billboard 200, vendendo 21 000 copie durante la sua prima settimana nei negozi. Raggiunse inoltre la dodicesima posizione tra gli album rock.

## Tracce
A destra sono indicati artista originario e data di pubblicazione.
1. Little Willy – 3:18 (Nicky Chinn, Mike Chapman) – Sweet, 1973
2. Suffragette City – 2:57 (David Bowie) – David Bowie, 1972
3. I Never Cry – 3:33 (Alice Cooper, Dick Wagner) – Alice Cooper, 1976
4. I Need to Know – 2:21 (Tom Petty) – Tom Petty and the Heartbreakers, 1978
5. Can't You See – 4:57 (Toy Caldwell) – The Marshall Tucker Band, 1973
6. What I Like About You – 2:59 (Wally Palmar, Mike Skill, Jimmy Marinos) – The Romantics, 1980
7. Dead Flowers – 4:21 (Mick Jagger, Keith Richards) – The Rolling Stones, 1971
8. Just What I Needed – 3:36 (Ric Ocasek) – The Cars, 1978
9. Rock and Roll All Nite – 3:35 (Gene Simmons, Paul Stanley) – Kiss, 1975
10. Squeeze Box – 2:30 (Pete Townshend) – The Who, 1975
11. You Don't Mess Around with Jim – 3:06 (Jim Croce) – Jim Croce, 1972
12. Your Mama Don't Dance – 3:01 (Kenny Loggins, Jim Messina) – Loggins and Messina, 1972
13. We're an American Band – 3:09 (Don Brewer) – Grand Funk Railroad, 1973

Traccia bonus versione Walmart
1. SexyBack – 3:25 (Justin Timberlake, Timothy Mosley, Nate Hills) – Justin Timberlake, 2006

## Produttori
- Tracce 1-8, 14: prodotte da Don Was - 2007 (inedite)
- Traccia 9: prodotta da Rick Rubin, Less Than Zero Soundtrack - 1987
- Traccia 10: prodotta da Thom Panunzio, Hollyweird - 2002
- Traccia 11: prodotta da Ric Browde - 1987; Look What the Cat Dragged In 20th Anniversary Edition - 2006
- Traccia 12: prodotta da Tom Werman, Open Up and Say...Ahh! - 1988
- Traccia 13: prodotta da Don Was, The Best of Poison: 20 Years of Rock - 2006

## Formazione
- Bret Michaels – voce
- C.C. DeVille – chitarra, cori
- Bobby Dall – basso, cori
- Rikki Rockett – batteria, cori

Altri musicisti
- Jim McGorman – tastiere, cori

## Classifiche
| Classifica (2007)  | Posizione massima |
| ------------------ | ----------------- |
| Stati Uniti        | 32                |
| Stati Uniti (rock) | 12                |